# Harenna-Spitzmaus
Die Harenna-Spitzmaus (Crocidura harenna) ist eine Spitzmaus aus der Gattung der Weißzahnspitzmäuse (Crocidura), die nur im Wald von Harenna im Bale-Gebirge in Äthiopien vorkommt. Ein Exemplar aus Illubator, das in 1500 m Höhe gefunden wurde, repräsentiert entweder diese Art oder eine verwandte Art. Die Harenna-Spitzmaus ist nahe verwandt mit der Guramba-Spitzmaus (Crocidura phaeura), einer weiteren endemischen Art aus Äthiopien. Das Verbreitungsgebiet dieser Art hat eine Fläche von ungefähr 4 km².

## Merkmale
Die Harenna-Spitzmaus hat ein weiches, dichtes, graues Fell. Die Rückenhaare sind 4,5 mm lang. Der relativ kurze Schwarz ist mit langen Borstenhaaren bedeckt. Der Schädel ähnelt dem der Niobe-Spitzmaus (Crocidura niobe). Die Kopf-Rumpf-Länge beträgt 65 bis 76 mm, die Schwanzlänge 44 bis 48 mm, die Hinterfußlänge 12,5 bis 14 mm, die Ohrenlänge 8 bis 9 mm und das Gewicht ungefähr 7 bis 11,5 g. Der Karyotyp beträgt 2n=36, F=50.  

## Status
Aufgrund des stark begrenzten Lebensraumes und der Lebensraumzerstörung ist sie vom Aussterben bedroht.

## Weblink
- Crocidura harenna in der Roten Liste gefährdeter Arten der IUCN 2013.2. Eingestellt von: Lavrenchenko, L. & Hutterer, R., 2008. Abgerufen am 27. Dezember 2013.